# Чукэ, Николае
Николае Чукэ (рум. Nicolae Ciucă; род. 7 февраля 1967, Пленица, Крайова, Румыния) — румынский военный, политический и государственный деятель. Лидер Национальной либеральной партии. Председатель Сената Румынии с 13 июня 2023 года. В прошлом — исполняющий обязанности премьер-министра Румынии с 7 по 23 декабря 2020 года, премьер-министр с 25 ноября 2021 по 12 июня 2023 года. Участвовал в нескольких войнах, в том числе в Ираке. С 2015 по 2019 год — начальник румынского генерального штаба. С 4 ноября 2019 по декабрь 2020 года — министр национальной обороны Румынии.

## Биография
В 1985 году в Крайове окончил военный лицей имени Тудора Владимиреску и Академию сухопутных войск имени Николае Бэлческу в Сибиу в 1988 году. Во время своей военной карьеры он участвовал в миссиях в Афганистане, Боснии и Герцеговине и Ираке. С 2001 по 2004 год он был командиром 26-го пехотного батальона (также известного как «Красные Скорпионы»), с которым участвовал в операции «Несокрушимая свобода» в Афганистане и операции Древний Вавилон в Ираке. В мае 2004 года в Эн-Насирии он возглавил первое сражение, в котором румынские солдаты впервые со времён Второй мировой войны активно участвовали. 25 октября 2010 года ему было присвоено звание генерала.
В 2015 году Чукэ был назначен начальником Генерального штаба. В 2018 году президент Клаус Йоханнис переназначил его на этот пост, что привело к конфликту между президентом, премьер-министром Виорикой Дэнчилэ и тогдашним министром обороны Габрьелом-Беньямином Лешем, который намеревался сменить свой пост.
4 ноября 2019 года, по предложению Национальной либеральной партии, стал министром обороны Румынии. В октябре 2020 года вступил в Национальную либеральную партию, чтобы баллотироваться в Сенат Румынии на следующих парламентских выборах.
С декабря 2020 года был сенатором от Национальной либеральной партии.

### Премьер-министр Румынии
7 декабря 2020 года, после отставки Людовика Орбана, Клаус Йоханнис назначил Николае Чукэ исполняющим обязанности премьер-министра. 23 декабря в результате выборов в законодательные органы Румынии было сформировано новое коалиционное правительство под руководством Флорина Кыцу.
После того, как кабинет Кыцу был распущен в результате вотума недоверия 5 октября 2021 года, 21 октября Клаус Йоханнис выдвинул кандидатуру Чукэ на пост назначенного премьер-министра. В то время как Демократический союз венгров Румынии быстро согласился обновить правительство меньшинства с Национальной либеральной партией, Социал-демократическая партия предложила Чукэ временную поддержку во время пандемии COVID-19 в обмен на определённое соглашение. Назначенный премьер-министр представил своё правительство 29 октября. Не сумев заручиться поддержкой социал-демократов и Союза спасения Румынии, 1 ноября Чукэ отказался от формирования правительства 1 ноября. 22 ноября он был вновь выдвинут на пост назначенного премьер-министра, а 25 ноября был утверждён парламентом (318 человек проголосовало «за»), таким образом, став главой коалиционного правительства, в которое вошли представители Национал-либеральной партии, Социал-демократической партии и Демократического союза венгров Румынии. Спустя несколько часов Николае Чукэ был приведён к присяге, официально заняв пост премьер-министра.
В апреле 2022 года Николае Чукэ был избран новым лидером Национал-либеральной партии.
26 августа 2022 года Чучэ подписал первые контракты на финансирование «инвестиционной программы Ангела Салиньи» — фонда, целью которого является развитие поселений для румынских граждан, официально созданного в результате политического кризиса в Румынии в 2021 году.
C 1 марта 2023 года имеет в качестве «почётного советника» робота с искусственным интеллектом по имени ION.
12 июня 2023 года согласно протоколу CNR Чукэ подал в отставку. 15 июня его сменил на посту премьер-министра Марчел Чолаку.

### Спикер Сената Румынии
13 июня 2023 года избран спикером Сената Румынии, сменил Алину Горгиу, временно исполнявшую обязанности после отставки Флорина Кыцу 29 июня 2022 года. За Чукэ проголосовало 88 сенаторов, против — 16.
Был кандидатом в президенты Румынии в 2024 году, однако занял пятое место, получив всего 8,79% голосов. После истечения срока полномочий президента Йоханниса 21 декабря 2024 года Чукэ как председатель Сената Румынии является легитимным и. о. президента Румынии, однако, поскольку Клаус Йоханнис не уступает президентское кресло, де-факто Чукэ не выполняет обязанности президента.

## Личная жизнь
Женат, имеет ребёнка. Говорит на английском и румынском языках.